# Dežnëvo
Dežnëvo (in lingua russa Дежнёво) è un centro abitato dell'Oblast' autonoma ebraica, situato nel Leninskij rajon.